# Dave Mason
David Thomas Mason, detto Dave (Worcester, 10 maggio 1946), è un musicista, cantante e chitarrista britannico, il cui nome viene notoriamente associato a quello di vari gruppi e personaggi, tra i quali Traffic, Fleetwood Mac e Delaney & Bonnie.

## Biografia
Attivo dal 1966 come compositore, chitarrista, bassista, tastierista e suonatore di sitar, si è cimentato in vari generi musicali (rock, folk rock, pop, rock psichedelico, soft rock) e ha pubblicato i suoi lavori per varie etichette discografiche quali Blue Thumb, Harvest e Columbia. La più nota composizione di Mason è Feelin' Alright, registrata con i Traffic nel 1968 e successivamente da altri artisti, tra i quali Joe Cocker, che la inserì nel suo album d'esordio del 1969, realizzandone la versione più celebre. Per i Traffic scrive inoltre Hole in My Shoe, un brano pop psichedelico, anch'esso di grande successo. We Just Disagree è stata un altro successo nella classifica statunitense, scritta da Jim Krueger, molto gettonata e dunque riproposta tutt'oggi nelle playlists di numerose radio Adult contemporary music.
Nel 2004, Mason venne riconosciuto dal Rock and Roll Hall of Fame come uno dei membri fondatori dei Traffic.

## Carriera musicale
La permanenza di Mason nei Traffic fu discontinua. Cofondatore del gruppo, defezionò dopo la registrazione del loro primo album, Mr. Fantasy (1967), per poi riunirsi a metà strada nelle sessioni di quello successivo, Traffic (1968), dopo di che lasciò di nuovo il gruppo. Last Exit (1969), una raccolta di "inediti", contiene poco materiale di Mason tra cui la sua canzone Just For You. I Traffic poi vennero ricostituiti senza Mason, benché quest'ultimo partecipò al tour della band nel 1971, Welcome to the Canteen. Anche durante le sue sporadiche apparizioni nel gruppo, Mason non vi si inserì mai in modo stabile; Steve Winwood più tardi ricorderà: "noi tutti [Winwood, Jim Capaldi e Chris Wood] tendevamo a comporre insieme, ma Dave arrivava tutte le volte con una canzone già bell'e fatta, proponendocela e dicendoci cosa si aspettava che noi suonassimo. Nessuna discussione, quasi fossimo il suo gruppo di supporto".
Mason fu amico del leggendario chitarrista Jimi Hendrix, la cui carriera cominciò in Inghilterra nel 1966. Hendrix fu il primo ad ascoltare il brano All Along the Watchtower, di Bob Dylan, a una festa in cui venne invitato da Mason, e immediatamente decise di registrarne una sua propria versione. Quella notte egli registrò la canzone all'Olympic Studios, nel South West di Londra, con Mason che suonava una chitarra acustica 12 corde. Secondo quanto riportato dalla sessione del fonico Eddie Kramer, per ben 27 volte venne registrata la parte di Mason prima di ottenerne una versione soddisfacente, a causa della difficoltà nel masterizzare gli intricati "mutamenti" (turnaround) ritmici dell'introduzione. Il brano fu inserito nell'album Electric Ladyland, pubblicato nel settembre del 1968. Quando venne prodotto il singolo a ottobre, questo guadagna il 5º posto nella Official Singles Chart, e raggiungendo inoltre i Billboard Top 40 negli Stati Uniti d'America. Mason successivamente né realizzò una propria versione, includendola nel suo album solista omonimo del 1974, dove tra i crediti figura Bob Glaub al basso.
Mason partecipò pure alla realizzazione di Beggars Banquet, l'album dei Rolling Stones del 1968, benché non accreditato ufficialmente. Un suo legame importante fu quello con Jimmy Miller, il quale servì come produttore sia per i Rolling Stones che per i Traffic. Nel 1969–70, Mason andò in tournée con i Delaney and Bonnie and Friends, insieme ad Eric Clapton e George Harrison. Dave figura nell'album del 1970 All Things Must Pass di George Harrison. Nello stesso anno venne designato come il secondo chitarrista dei Derek and the Dominos, ma lasciò il gruppo prima che questi entrassero in sala di registrazione. Scrisse il testo del brano Big Thirst dell'LP Oh How We Danced insieme a Jim Capaldi (compagno di gruppo negli Hellions, Deep Feeling e Traffic), suonando inoltre un assolo di chitarra in Don't be a Hero.

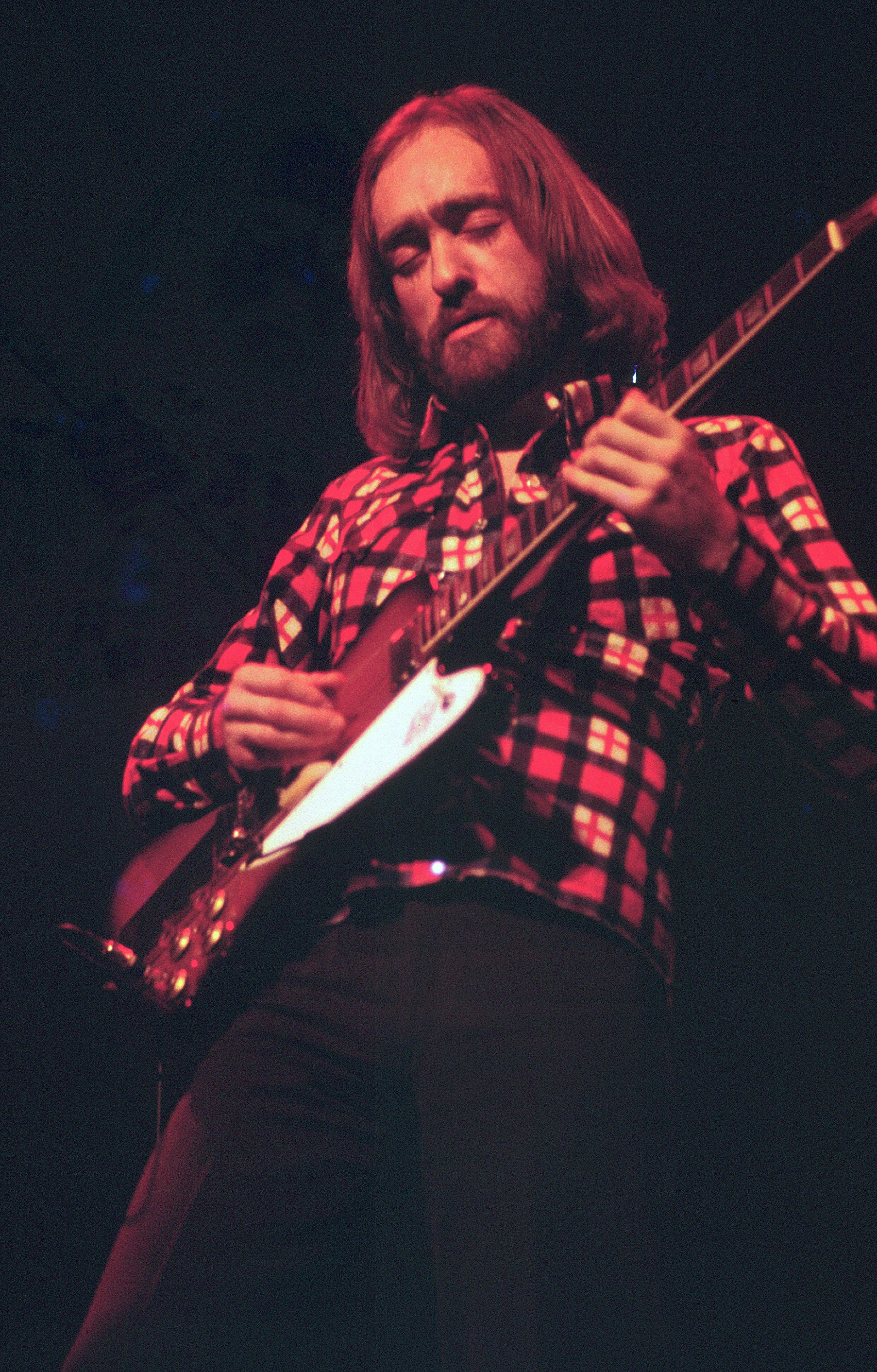
Mason nel 1974

Dopo l'esperienza con i Traffic, Mason consegue un discreto successo nella sua carriera di solista. Il suo primo singolo, Just for You ebbe Little Woman come lato B, dove suonarono come band di supporto i Family, dei quali in precedenza il chitarrista aveva prodotto il primo album. La sua vena di compositore culmina con l'esordio solista Alone Together, uscito nel 1970 e nel quale suonò il batterista Jim Gordon. Tra i crediti del disco figura il suo amico, cantante e compositore, Ray Kennedy, che lo accompagnò pure nel tour di promozione dell'album. Nel 1976 andò in tour insieme al chitarrista Jim Krueger, al tastierista Mike Finnigan, bassista Gerald Johnson e al batterista Rick Jaeger. Da un'esibizione di questa tournée, avvenuta all'Universal Theatre di Los Angeles, fu tratto l'album Certified Live (1976): si tratta di una notevole dimostrazione dal vivo del talento di Mason come musicista a tutto tondo, nonché di una registrazione fedele del concerto, essendo priva di sovraincisioni in studio. Nel 1977, Mason ottiene il suo più grande successo con We Just Disagree, scritto da Jim Krueger, che perviene al 12º posto nella classifica del Billboard Hot 100. Viene in seguito registrato con successo dal cantante country Billy Dean. Mason interpretò se stesso nel film Skatetown, U.S.A., dove compare mentre si esibisce in due brani all'interno di una roller disco (Feeling Alright e I Fell in Love); è inoltre autore ed esecutore del tema principale del film.
Il singolo di Mason del 1980, Save Me, è caratterizzato dal duetto con Michael Jackson. Per un breve periodo degli anni novanta, Dave si unì ai Fleetwood Mac e insieme a loro compose nel 1995 l'album Time.
Nel 2002, uscì il DVD Dave Mason: Live at Sunrise, costituito da una parte live registrata al Sunrise Musical Theater a Sunrise, con alle tastiere Bobby Scumaci, Johnne Sambataro alla chitarra ritmica (di nuovo insieme a Mason per il DVD, dopo la precedente tournée con lui nel 1978), Richard Campbell al basso e Greg Babcock alla batteria.
Mason visse per un periodo nella valle di Ojai in California.
A partire dal 2005, effettua in giro per gli Stati Uniti e Canada circa 100 spettacoli all'anno con la Dave Mason Band.

## Filantropia
Mason è un fautore dell'educazione musicale per i bambini. Nel 2005 si impegnò sostenere ufficialmente la Little Kids Rock, un'organizzazione no-profit che fornisce gratis lezioni e strumenti musicali ai bambini nelle public schools in ogni parte degli Stati Uniti. Dave fa parte del consiglio dell'organizzazione come membro onorario. Inoltre è membro del consiglio fondatore dello Yoga Blue, anche questa un'organizzazione no-profit, che si dedica a insegnare yoga e altre pratiche olistiche per recuperare coloro che fanno uso di sostanze psicotrope e soffrono di disordini distruttivi dell'io. Mason, insieme al suo amico di lunga data, John Niekrash, è coinvolto nel programma Work Vessels for Veterans (WVFV), un movimento costituito completamente da volontari che fornisce ai veterani una transazione verso il lavoro civile con strumenti quali computer, barche e trattori.

## Discografia

### Da solista
Album in studio
- 1970 – Alone Together
- 1971 – Dave Mason & Cass Elliot
- 1972 – Headkeeper
- 1973 – It's Like You Never Left
- 1974 – Dave Mason
- 1975 – Split Coconut
- 1977 – Let It Flow
- 1978 – Mariposa de Oro
- 1980 – Old Crest on a New Wave
- 1987 – Two Hearts
- 1987 – Some Assembly Required
- 2008 – 26 Letters – 12 Notes
- 2014 – Future's Past

Album dal vivo
- 1973 – Dave Mason Is Alive!
- 1976 – Certified Live
- 1999 – Live: 40,000 Headmen Tour (con Jim Capaldi)
- 2002 – Live at Perkins' Palace (la prima registrazione è del 1981)
- 2002 – Dave Mason: Live at Sunrise
- 2005 – XM Live

Raccolte
- 1972 – Scrapbook
- 1974 – The Best of Dave Mason
- 1975 – At His Best
- 1978 – The Very Best of Dave Mason
- 1981 – The Best of Dave Mason
- 1995 – Long Lost Friend: The Very Best of Dave Mason
- 1999 – Ultimate Collection
- 2006 – The Definitive Collection

Singoli
- 1968 – Just for You b/w Little Woman
- 1970 – Only You Know and I Know
- 1970 – Satin Red and Black Velvet Woman
- 1972 – To Be Free
- 1977 – So High (Rock Me Baby and Roll Me Away)
- 1977 – We Just Disagree
- 1978 – Mystic Traveller
- 1978 – Don't It Make You Wonder
- 1978 – Let It Go, Let It Flow
- 1978 – Will You Still Love Me Tomorrow?
- 1980 – Save Me (con Michael Jackson)
- 1988 – Dreams I Dream (con Phoebe Snow)

### Con i Traffic
- 1967 – Mr. Fantasy
- 1968 – Traffic
- 1969 – Last Exit
- 1971 – Welcome to the Canteen (live)

### Con i Delaney and Bonnie
- 1970 – On Tour with Eric Clapton
- 1971 – Motel Shot

### Con i Fleetwood Mac
- 1995 – Time

### Collaborazioni
- 1968 – Electric Ladyland - Jimi Hendrix
- 1968 – Beggars Banquet - The Rolling Stones
- 1969 – Lily the Pink - The Scaffold
- 1970 – All Things Must Pass - George Harrison
- 1971 – Songs for Beginners - Graham Nash
- 1971 – Winwood - Steve Winwood
- 1972 – Graham Nash/David Crosby - David Crosby e Graham Nash
- 1972 – Oh How We Danced - Jim Capaldi
- 1974 – Wild Tales - Phoebe Snow
- 1974 – Phoebe Snow - Phoebe Snow
- 1975 – Venus and Mars - Paul McCartney
- 1976 – You Can't Argue with a Sick Mind - Joe Walsh
- 1978 – Thoroughfare Gap - Stephen Stills
- 1979 – Gimme Some Neck - Ronnie Wood
- 1979 – Skatetown, U.S.A. (colonna sonora originale del film)
- 1983 – Airborne - Don Felder